# Lina naturreservat
Lina naturreservat är ett naturreservat i Södertälje kommun i Stockholms län. Lina naturreservat bildades 1992 och förvaltas av kommunen. Intill naturreservatet ligger Lina gård, som gav reservatet sitt namn.

## Beskrivning
Delar av reservatet är även ett Natura 2000-område. Dessa områden blev Natura 2000-områden tack vare förekomsten av groddjursarten större vattensalamander och sländan citronfläckad kärrtrollslända. 12 augusti 2008 beslutade man att ändra reservatets gräns så dess yta blev 12 ha större. Idag är reservatet 311 ha stort, varav 2 ha är våtmark och 7 ha utgörs av Lersjön. 
Genom nuvarande reservatet gick på 1900-talet en smalspårig järnväg som fraktade lera från en lertäkt till Lina tegelbruk. Verksamheten pågick till början av 1970-talet, därefter vattenfylldes lergroparna som blev "Lersjön". Den är numera en fågelsjö, där bland annat sångsvan, smådopping och svarthakedopping häckar. I Lersjön och reservatets våtmarker finns även Sveriges två salamanderarter: större och mindre vattensalamander. 
I reservatets västra del ligger Mora torp från 1700-talet. Torpet är en parstuga och har tillhört Kiholms gård eller Lina gård. Till bebyggelsen hör även  ett magasin på en hög stengrund med källare. På Lina hage vid Mora torp organiseras kosläpp i början på maj årligen. Intill torpet finns en grillplats och informationstavlor där kommunen informerar om alla sina naturreservat. I reservatet finns även gamla forngravar, och andra fornlämningar.

## Syftet med naturreservatet
Enigt kommunen är syftet med reservatet bland annat "att bevara och säkerställa ett värdefullt natur- och närströvområde för rekreation, naturupplevelser och pedagogiska syften i ett levande kulturlandskap rikt på fornlämningar". 

## Bilder

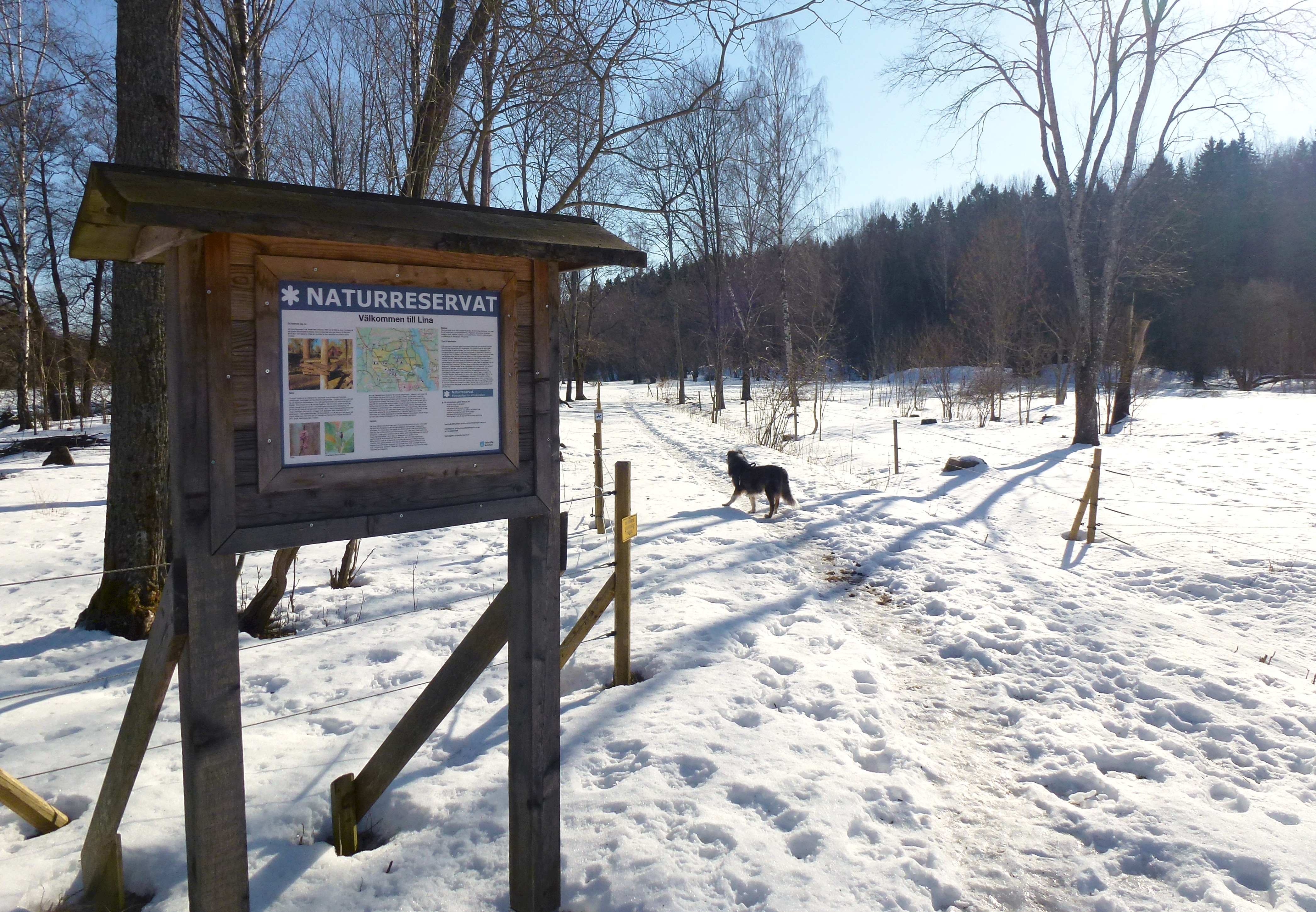
Entréskylt vid Kiholms gård.
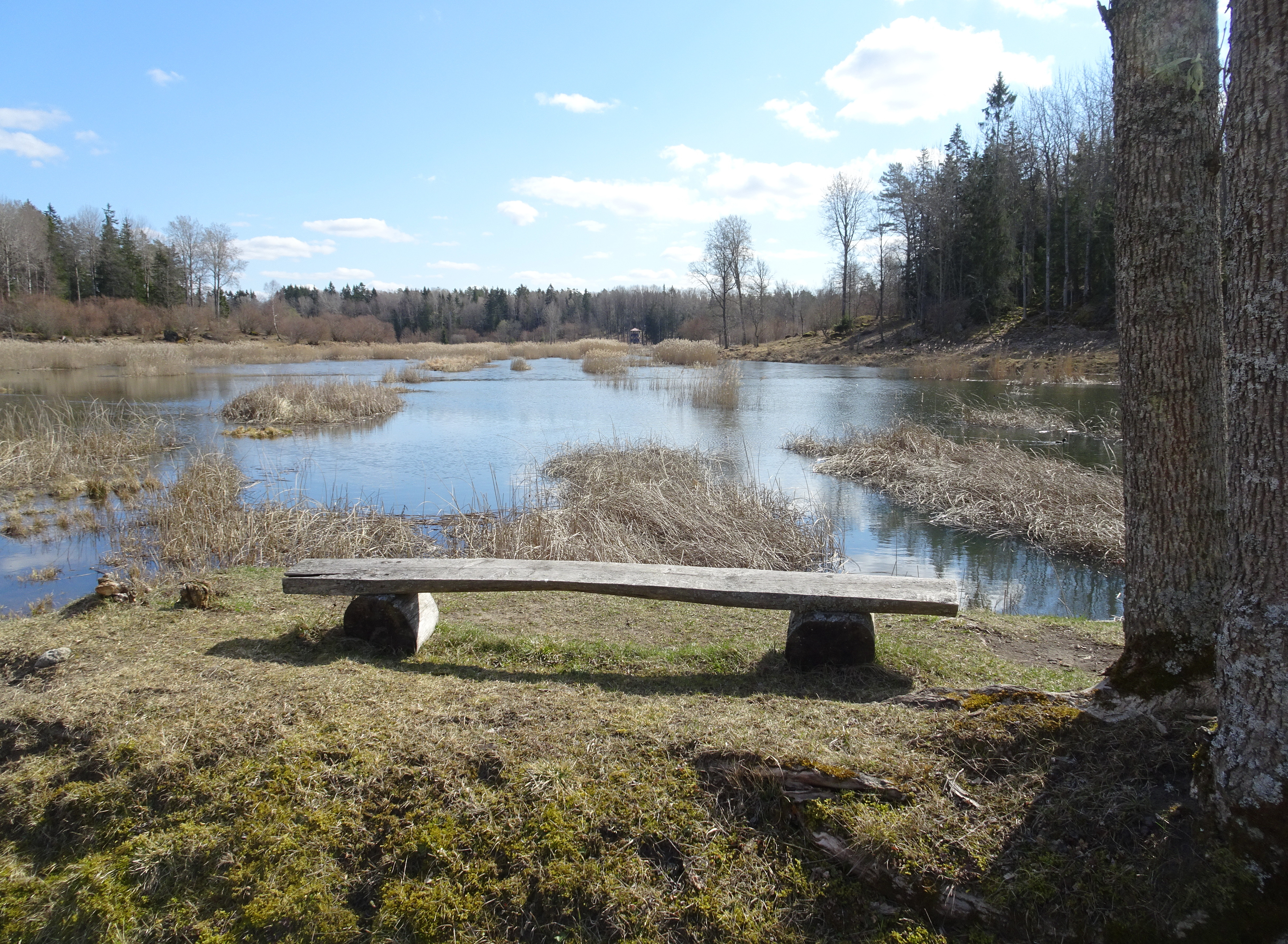
Lersjön.
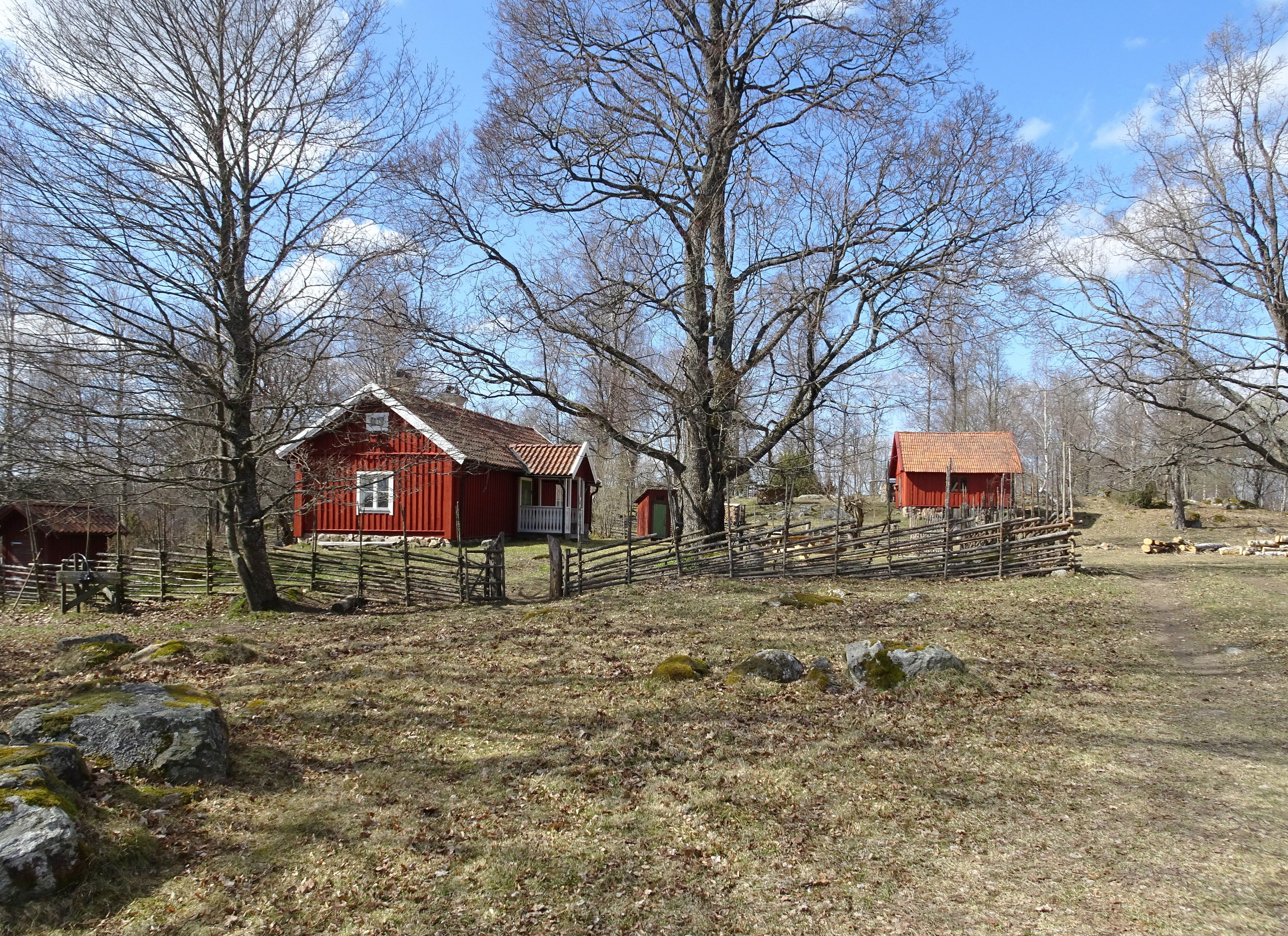
Mora torp.
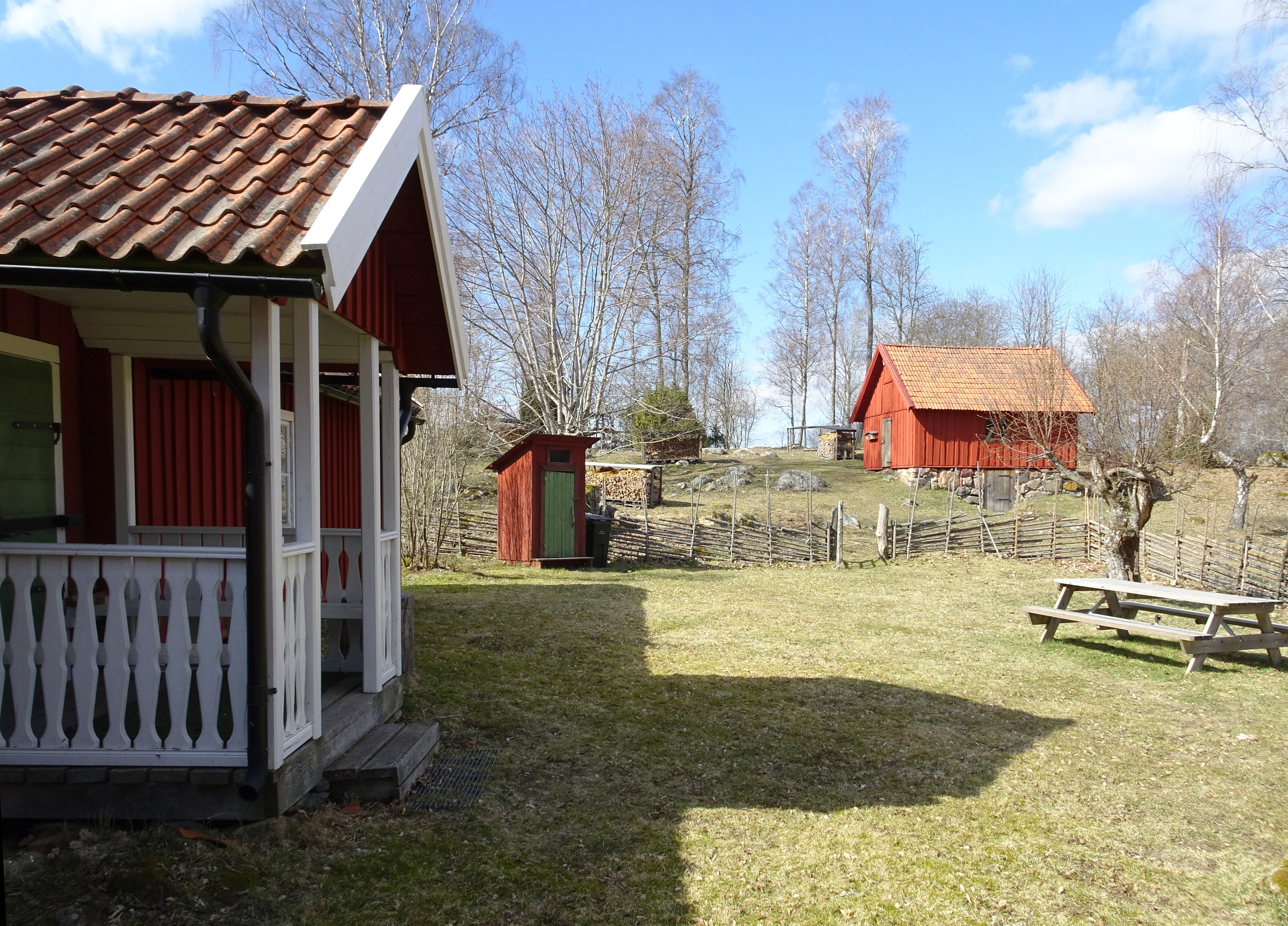
Mora torp och magasinet.
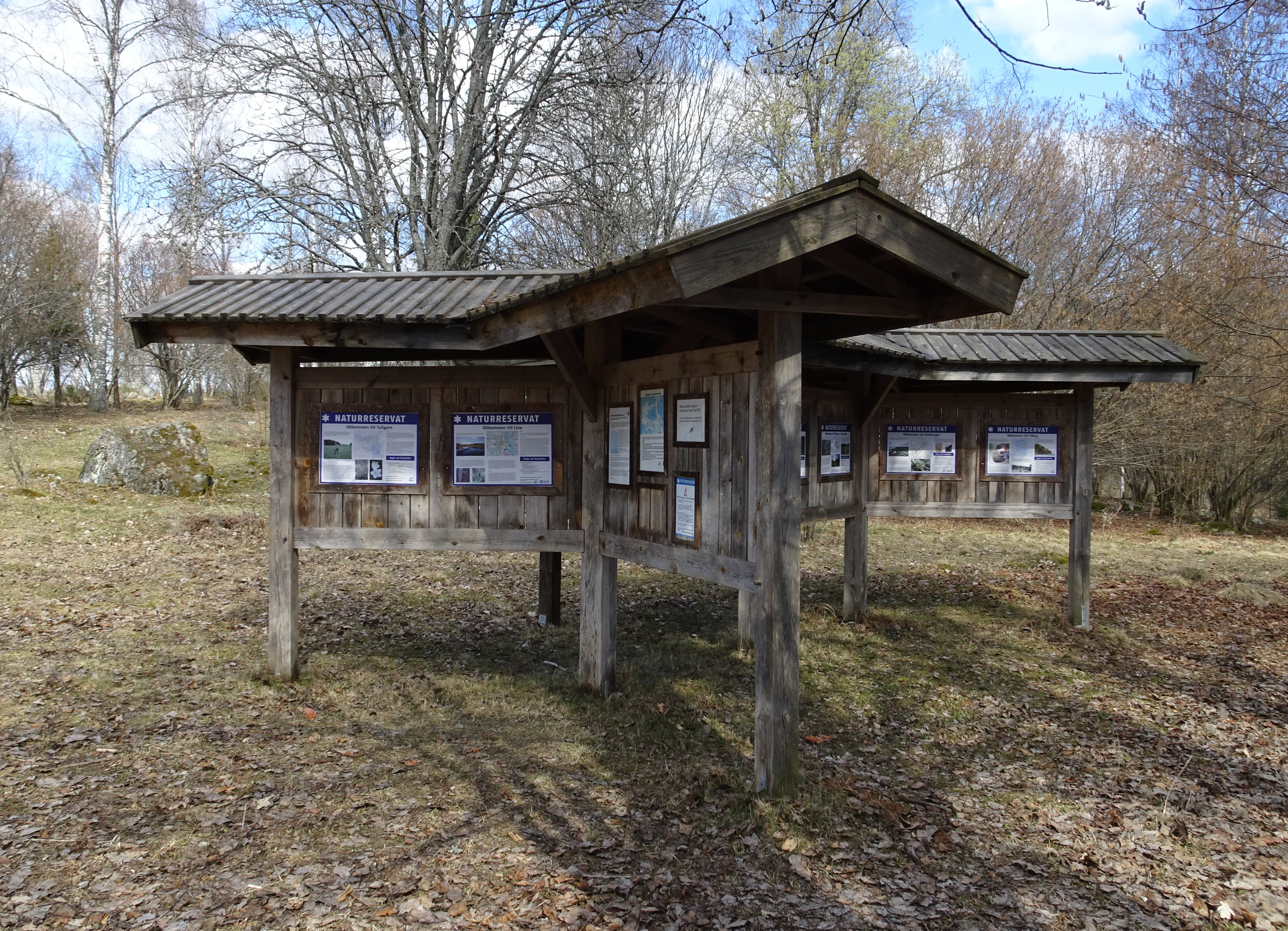
Kommunens infocentrum vid Mora torp.
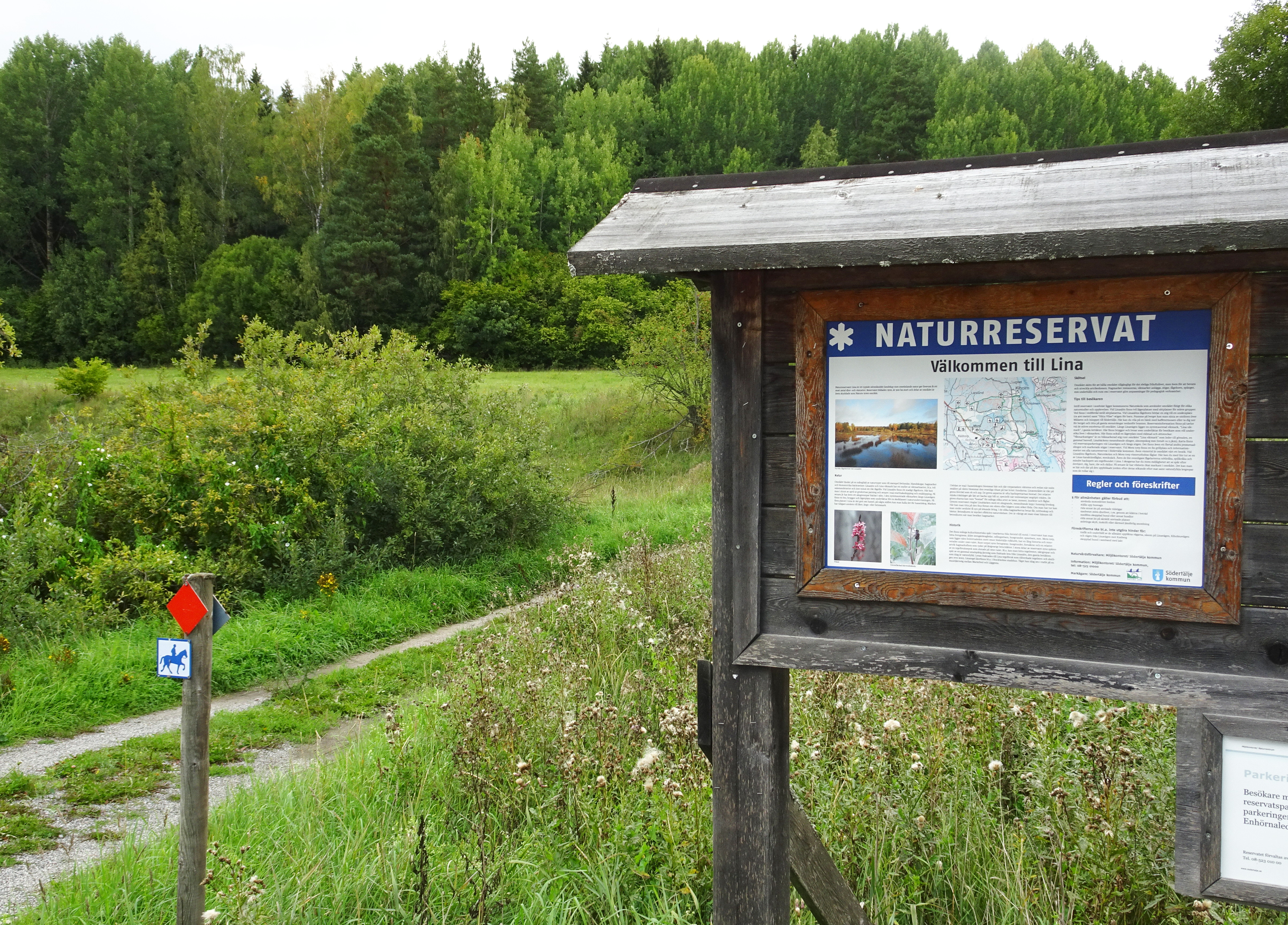
Entréskylt vid Enhörnaleden.